# Rhynchostegiopsis auricolor
Rhynchostegiopsis auricolor là một loài Rêu trong họ Leucomiaceae. Loài này được (Müll. Hal.) Müll. Hal. mô tả khoa học đầu tiên năm 1897.